# Liste der Länderspiele der venezolanischen Futsalnationalmannschaft
Die Liste der Länderspiele der venezolanischen Futsalnationalmannschaft beinhaltet alle FIFA-Länderspiele der Futsal-Auswahl von Venezuela. Sie bestritt am 16. April 1996 ihr erstes Länderspiel gegen die Auswahl Brasiliens.
| Nr. | Datum      | Ergebnis | Gegner      | Austragungsort | Anlass                              | Bemerkung                                              |
| --- | ---------- | -------- | ----------- | -------------- | ----------------------------------- | ------------------------------------------------------ |
| 01  | 16.04.1996 | 1:13     | Brasilien   | Niterói        | CONMEBOL Futsal Championship        | Erstes Länderspiel, Erstes Länderspiel gegen Brasilien |
| 02  | 17.04.1996 | 1:10     | Paraguay    | Niterói        | CONMEBOL Futsal Championship        | Erstes Länderspiel gegen Paraguay                      |
| 03  | 01.05.2000 | 1:3      | Argentinien | Foz de Iguacu  | CONMEBOL Futsal Championship        | Erstes Länderspiel gegen Argentinien                   |
| 04  | 02.05.2000 | 7:6      | Paraguay    | Foz de Iguacu  | CONMEBOL Futsal Championship        | Erster Länderspielsieg                                 |
| 05  | 22.11.2001 | 3:3      | Kanada      | Caracas        | Freundschaftsspiel                  | Erstes Länderspiel gegen Kanada                        |
| 06  | 26.08.2003 | 5:4      | Ecuador     | Asunción       | CONMEBOL Futsal Championship        | Erstes Länderspiel gegen Ecuador                       |
| 07  | 28.08.2003 | 1:5      | Argentinien | Asunción       | CONMEBOL Futsal Championship        |                                                        |
| 08  | 08.11.2004 | 2:4      | Kuba        | Havanna        | Freundschaftsspiel                  | Erstes Länderspiel gegen Kuba                          |
| 09  | 10.11.2004 | 2:2      | Kuba        | Havanna        | Freundschaftsspiel                  |                                                        |
| 10  | 12.11.2004 | 6:6      | Kuba        | Havanna        | Freundschaftsspiel                  |                                                        |
| 11  | 21.09.2005 | 0:0      | Uruguay     | Brusque        | Futsal Grand Prix 2005              | Erstes Länderspiel gegen Uruguay                       |
| 12  | 22.09.2005 | 0:7      | Brasilien   | Brusque        | Futsal Grand Prix 2005              |                                                        |
| 13  | 23.09.2005 | 1:5      | Paraguay    | Brusque        | Futsal Grand Prix 2005 Platz 5./6.  |                                                        |
| 14  | 13.11.2006 | 2:3      | Ecuador     | Mar del Plata  | ODESUR Games                        |                                                        |
| 15  | 14.11.2006 | 4:7      | Bolivien    | Mar del Plata  | ODESUR Games                        | Erstes Spiel gegen Bolivien                            |
| 16  | 16.11.2006 | 0:4      | Uruguay     | Mar del Plata  | ODESUR Games                        |                                                        |
| 17  | 17.11.2006 | 0:10     | Brasilien   | Mar del Plata  | ODESUR Games                        |                                                        |
| 18  | 06.10.2007 | 0:8      | Brasilien   | ?              | Freundschaftsspiel                  |                                                        |
| 19  | 08.10.2007 | 0:11     | Brasilien   | ?              | Freundschaftsspiel                  |                                                        |
| 20  | 31.05.2008 | 0:1      | Ägypten     | Fortaleza      | Futsal Grand Prix 2008              | Erstes Länderspiel gegen Ägypten                       |
| 21  | 01.06.2008 | 1:4      | Serbien     | Fortaleza      | Futsal Grand Prix 2008              | Erstes Länderspiel gegen Serbien                       |
| 22  | 02.06.2008 | 1:2      | Argentinien | Fortaleza      | Futsal Grand Prix 2008              |                                                        |
| 23  | 04.06.2008 | 3:1      | Angola      | Fortaleza      | Futsal Grand Prix 2008              | Erstes Länderspiel gegen Angola                        |
| 24  | 05.06.2008 | 1:0      | Mosambik    | Fortaleza      | Futsal Grand Prix 2008              | Erstes Länderspiel gegen Mosambik                      |
| 25  | 07.06.2008 | 3:2      | Ägypten     | Fortaleza      | Futsal Grand Prix 2008 Platz 9./10. |                                                        |
| 26  | 24.06.2008 | 4:5      | Kolumbien   | Mercedes       | CONMEBOL Futsal Championship        | Erstes Länderspiel gegen Kolumbien                     |
| 27  | 25.06.2008 | 0:3      | Argentinien | Mercedes       | CONMEBOL Futsal Championship        |                                                        |
| 28  | 26.06.2008 | 3:0      | Chile       | Canelones      | CONMEBOL Futsal Championship        | Erstes Länderspiel gegen Chile                         |
| 29  | 30.11.2008 | 0:6      | Brasilien   | Araraquara     | Freundschaftsspiel                  |                                                        |
| 30  | 01.12.2008 | 0:9      | Brasilien   | Araraquara     | Freundschaftsspiel                  |                                                        |
| 31  | 25.04.2009 | 4:6      | Kuba        | Las Tunas      | Freundschaftsspiel                  |                                                        |
| 32  | 28.06.2009 | 2:5      | Argentinien | Anápolis       | Futsal Grand Prix 2009              |                                                        |
| 33  | 29.06.2009 | 2:2      | Ukraine     | Anápolis       | Futsal Grand Prix 2009              | Erstes Länderspiel gegen die Ukraine                   |
| 34  | 30.06.2009 | 4:4      | Ecuador     | Anápolis       | Futsal Grand Prix 2009              |                                                        |
| 35  | 02.07.2009 | 3:7      | Uruguay     | Goiania        | Futsal Grand Prix 2009              |                                                        |
| 36  | 03.07.2009 | 4:3      | Peru        | Anápolis       | Futsal Grand Prix 2009              |                                                        |
| 37  | 04.07.2009 | 3:2      | Costa Rica  | Goiania        | Futsal Grand Prix 2009              |                                                        |
| 38  | 15.11.2009 | 2:2      | Bolivien    | Sucre          | Juegos Bolivarianos Games           |                                                        |
| 39  | 18.11.2009 | 2:5      | Kolumbien   | Sucre          | Juegos Bolivarianos Games           |                                                        |
| 40  | 19.11.2009 | 3:4      | Ecuador     | Sucre          | Juegos Bolivarianos Games           |                                                        |
| 41  | 12.09.2011 | 0:3      | Kolumbien   | Buenos Aires   | CONMEBOL Futsal Championship        |                                                        |
| 42  | 13.09.2011 | 2:1      | Bolivien    | Buenos Aires   | CONMEBOL Futsal Championship        |                                                        |
| 43  | 14.09.2011 | 1:7      | Paraguay    | Buenos Aires   | CONMEBOL Futsal Championship        |                                                        |
| 44  | 15.09.2011 | 1:6      | Uruguay     | Buenos Aires   | CONMEBOL Futsal Championship        |                                                        |
| 45  | 15.04.2012 | 1:2      | Uruguay     | Gramado        | CONMEBOL WM-Qualifikation           |                                                        |
| 46  | 16.04.2012 | 0:6      | Paraguay    | Gramado        | CONMEBOL WM-Qualifikation           |                                                        |
| 47  | 17.04.2012 | 5:4      | Kolumbien   | Gramado        | CONMEBOL WM-Qualifikation           |                                                        |
| 48  | 18.04.2012 | 6:5      | Ecuador     | Gramado        | CONMEBOL WM-Qualifikation           |                                                        |
| 49  | 21.04.2012 | 3:5      | Peru        | Gramado        | CONMEBOL WM-Qualifikation           |                                                        |